# Soleil Launière
Soleil Launière est une artiste multidisciplinaire en art corporel, metteuse en scène et chanteuse originaire de Mashteuiatsh et faisant partie de la communauté innue de Pekuakamiulnuatsh.
À travers ses différentes pratiques artistiques, elle entremêle la présence du corps bi-spirituel et l’audiovisuel expérimental tout en s’inspirant de la cosmogonie et de l’esprit sacré des animaux du monde Innu.

## Biographie
Soleil Launière est une artiste multidisciplinaire habitant à Tiöhtià:ke (Montréal). À partir de 2008, elle a réalisé plusieurs performances. Sa première production, Umanishish, est présentée en 2019 à l'Usine C. En 2020, elle fait la co-mise en scène avec Patrice Dubois de Courir l’Amérique présenté au Théâtre de Quat’ Sous. Dans la même année, elle présente Sheuetamᵘ, sa deuxième production issue de la résidence pour artiste autochtone à l’École nationale de théâtre du Canada.
Depuis 2020, elle est artiste associée au Théâtre de Quat'sous et, depuis 2021, à l'École Nationale de Théâtre du Canada. Elle est également artiste en résidence au Centre du Théâtre d'Aujourd'hui depuis 2021.
En 2023, elle publie Taueu, son premier album studio, sous le label Musique Nomade. Les différentes pièces de l'album sont chantées en différentes langues, dont le français, l'anglais, l'innu-amun, ainsi qu'une langue inventée de toutes pièces utilisée comme symbole de « processus de réappropriation de culture et de langue ».
En 2024, Launière est sacrée championne de la 28ᵉ édition des Francouvertes, faisant d'elle la première artiste autochtone à gagner cette compétition. La même année, elle est choisie comme l'une des Révélations Radio-Canada de 2024-2025.
La même année, Soleil Launière décide d’explorer l’art visuel en créant des photographies, des écritures et des matériaux naturels dans la salle d’exposition Caravansérail, à Rimouski. Une bande sonore vient renforcer l’immersion dans l'univers qu’elle souhaite partager.

## Prix et récompenses
- 2024 : Gagnante des Francouvertes
- 2024 : Finaliste Indigenous voice awards avec son livre Akuteu
- 2024 : Nomination à l'ADISQ dans la catégorie Album de l'année - Langues Autochtones pour l'album Taueu[15]
- 2023 : Finaliste prix du gouverneur général avec son livre Akuteu
- 2021 et 2024 : Bourse du Fonds Michelle Rossignol pour favoriser le développement de projets mettant de l'avant des valeurs de justice sociale, d'équité et de diversité culturelle[16].

- Finaliste pour le prix Numix avec le projet collectif Umanishish de la compagnie Productions Auen[17].

## Œuvres

### Théâtre
- 2022 : Akuteu, Productions Auen, Centre du Théâtre d'Aujourd'hui
- 2020 : Courir l'Amérique, production du Théâtre PAP, Théâtre Quat'Sous
- 2019 : La guérilla de l'ordinaire, production Théâtre de l'affamée, Centre du Théâtre d'Aujourd'hui
- 2018 : Là où le sang se mêle, production Menuentakuen, Théâtre Denise Pelletier
- 2018 : Les Belles-sœurs polyphoniques, Dramaturgies en dialogue, Centre du Théâtre d'Aujourd'hui
- 2017 : Muliats, production Menuentakuen, Centre du Théâtre d'Aujourd'hui
- 2015 : Un monde qui s'achève - Lola, productions Ondinnok, Maison de la culture Frontenac

### Performance
- 2020 : Sheuetamu, productions Auen, École nationale de théâtre du Canada
- 2020 : Meshtitau, productions Auen, Festival TransAmériques
- 2019 : Umanishish, productions Auen, Usine C
- 2018 : Uepinashun, Rassemblement internations d'art performance autochtone
- 2018 : Netshiten, Corps entravés, corps dansant
- 2017 : Mashinnu, Welcome to Indian country, Montréal, arts Interculturels
- 2016 : Iktomi, scène contemporaine autochtone du OFFTA
- 2013 : Hey Mom, festival The Porn Project

### Musique
- 2023 : Taueu, album studio
- 2022 : Nikamotan New, production Musique nomade,
- 2019 : Nikamotan Nicto, production Musique nomade, Présence autochtone
- 2019 : Remember Your Name, collaboration avec Willows et VILDA, single, production Musique nomade
- 2017 : Résidence de co-création avec Ann O'aro

### Doublage et voix
- 2023 : Little Bird, doublage, premier rôle
- 2021 : Nauetakuan, un silence pour un bruit, narration du livre audio de Natasha Kanapé Fontaine
- 2021 : Les voleurs de la nuit, doublage, premier rôle
- 2020 : Blood Quantum, doublage, troisième rôle
- 2019 : Through Black Spruce, doublage premier rôle